# Teleferika
Bei der sogenannten Teleferika handelt es sich um eine ehemalige Materialseilbahn auf der kroatischen Halbinsel Istrien. Sie endete im Industriehafen von Rabac, einem Stadtteil der Stadt Labin, der vornehmlich zum Umschlag von Bauxit genutzt wurde. Er befindet sich auf der gegenüberliegenden Seite des Urlaubsortes und ist heute nur noch eine Ruine.

## Baubeschreibung
Die Hafenanlagen befinden sich auf der südlichen Seite der Bucht von Rabac und grenzen direkt an den Berg Viškoljak. Dominant ist dabei die Rückseitige Mauer des ehemaligen Lagerhauses, dessen Vorderseite nach dem Ende des Bauxitabbaus abging. Seitlich befinden sich jeweils die ehemaligen Kais, auf denen sich vormals die Verladekräne befanden. Dahinter befinden sich die Geräteschuppen mit diversen Räumlichkeiten im ersten Geschoss. Die Anlagen waren imstande, Schiffe mit einer Kapazität von bis zu 10.000 Tonnen zu beladen.

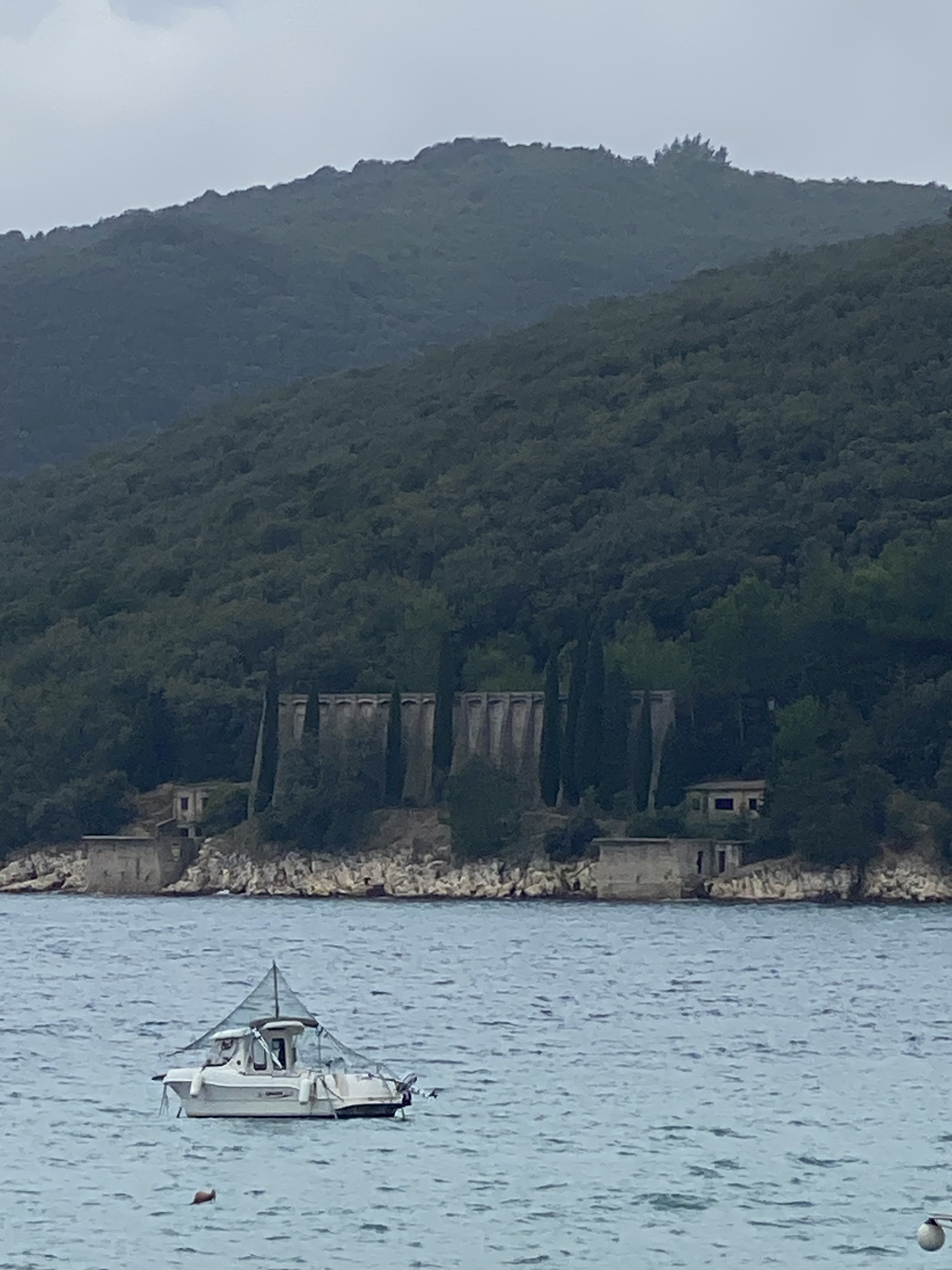
Die Hafenanlagen im Jahr 2023

## Geschichte
Während der Zugehörigkeit Istriens zu Italien befanden sich die landesweit größten Vorkommen von Bauxit in der Gegend um Labin an der Ostküste der Halbinsel. Infolgedessen gründeten sich vier Aktiengesellschaften und zwei Gesellschaften mit beschränkter Haftung, um den Abbau in gewerblichen Maßstäben voranzutreiben. Jedes dieser Unternehmen wurde nach dem Ersten Weltkrieg gegründet, wobei die S.A.M.T. (Societá Anonima Mineria Triestina) die wichtigste war. Diese wurde am 4. Mai 1921 als Aktiengesellschaft in Triest gegründet und wurde vornehmlich von der wirtschaftlichen Elite der Stadt finanziert. Zu Hochzeiten hatte die Firma rund 300 Beschäftigte, die den Bauxitabbau in den Gegenden um Žminj, Labin und Vižinada vorantrieben. Labin und Rabac stellten zu diesem Zeitpunkt die Hauptorte des Geschäfts dar und somit stieg das Bedürfnis nach einem Hafen, der den Anforderungen und Kapazitäten gerecht werden konnte. Neben diesem Hafen gehörten die Orte Rovinj, Novigrad und Plomin zu den wichtigsten Umschlagsplätzen.
Die Teleferika in Rabac wurde kurz nach der Gründung der S.A.M.T erbaut und im Jahr 1925 mit einer Seilbahn ausgestattet, die den motorisierten Verkehr reduzieren sollte, um die touristische Region weiterhin attraktiv zu halten. Diese Seilbahn erstreckte sich über 9 km bis zum kleinen Ort Cere, wo das Bauxit auf Lastwagen umgeladen wurde. An der Seilbahn waren circa 10 Personen angestellt, die, je nach Auslastung, rund um die Uhr arbeiteten.
Der Abbau von Bauxit in der Gegend um Labin wurde in den 1970er Jahren infolge der Zugehörigkeit Istriens zu Jugoslawien sowie den veränderten geopolitischen Verhältnissen nach dem Zweiten Weltkrieg eingestellt. Die letzten vorhandenen Bauxitvorkommen in Jugoslawien wurden bis in die 1980er Jahre abgebaut. Die Seilbahn wurde bereits kurz nach dem Krieg von deutschen Kriegsgefangenen demontiert und in den Süden Serbiens transloziert, wobei nicht klar ist, an welchen Ort genau. Bis heute sind die ehemaligen Hafenanlagen von Rabac aus erkennbar, wobei die Ruine nicht weiter gesichert wird (Stand 2023).